# ナンバー12・熱血サッカー宣言
『ナンバー12・熱血サッカー宣言』（ナンバーツエルブ・ねっけつサッカーせんげん）は、1998年4月10日から1999年3月26日までテレビ東京系列局で放送されていたテレビ東京製作のスポーツ情報番組である。放送時間は毎週金曜 22:00 - 22:54 （日本標準時）。

## 概要
1998年のワールドカップフランス大会開催に合わせて1年間に渡って放送。テレビ東京はこの番組以前にも、『三菱ダイヤモンド・サッカー』や『ダイナミックサッカー』といったサッカーを題材にした番組を放送してきたが、この番組ではW杯フランス大会で初出場を果たしたサッカー日本代表の応援に重点を置いていた。また、日本のサッカーの底辺拡大を目指す企画も行っていた。終了後は、1時間の番組ではなく、前半と後半で30分ずつの番組となった。

## 出演者

### MC
- 清水圭
- さとう珠緒
- 佐々木明子（テレビ東京アナウンサー）
- 家森幸子（当時テレビ東京アナウンサー）- 佐々木明子の代理

### アシスタント
- 小島可奈子 - 後にリポーターとして出演。
- ほか

### ナレーター
- 石川英郎
- 神谷浩史

### ゲスト
- フリスト・ストイチコフ等、現役のサッカー選手や選手OBがゲスト出演。

## エンディングテーマ
- 青空（織田哲郎、1998年4月 - 1998年9月）
- 冬のカリスマ（SPARKS GO GO、1998年10月 - 1998年12月）
- How Can I （pockets、1999年1月 - 1999年3月）

## 備考
- この番組のオープニングテーマは、当時清水エスパルスの選手だった市川大祐の応援歌として歌われている。
- 1998年3月、『Sports Graphic Number』を発行する文芸春秋が「『Number』の編集部が番組制作に関わっていると誤解されるおそれがある」と不正競争防止法を根拠にした番組タイトルの変更を求めた[1]。結局、番組が使用していたタイトルロゴを変更することで決着している。